# مورغان يوهانسون
مورغان يوهانسون (بالسويدية: Morgan Johansson)‏ هو صحفي وسياسي سويدي، ولد في 14 مايو 1970 في السويد. حزبياً، نشط في حزب العمال الديمقراطي الاشتراكي السويدي.

## مناصب
- انتخب Minister for Migration (Sweden) [الإنجليزية]‏ (21 يناير 2019 – ).
- انتخب وزير العدل [الإنجليزية]‏ (21 يناير 2019 – ).
- انتخب Minister for Migration (Sweden) [الإنجليزية]‏ (3 أكتوبر 2014 – 27 يوليو 2017).
- انتخب وزير الصحة (30 سبتمبر 2002 – 6 أكتوبر 2006).
- انتخب وزير العدل [الإنجليزية]‏ (3 أكتوبر 2014 – 21 يناير 2019).
- انتخب عضو البرلمان السويدي [الإنجليزية]‏ (5 أكتوبر 1998 – ).